# Ursul și păpușa
Ursul și păpușa (titlul original: în franceză L'ours et la poupée) este un film de comedie francez, realizat în 1970 de regizorul Michel Deville, protagoniști fiind actorii Brigitte Bardot, Jean-Pierre Cassel, Daniel Ceccaldi și Georges Claisse.

## Rezumat
Despărțit de soția sa, Gaspard, violoncelist la ORTF, își crește singur fiul Arthur care, pentru moment, se joacă cu cei trei veri ai săi încredințați lui Gaspard în absența tatălui lor. Gaspard este un visător drăguț, căruia îi place doar muzica și natura de care se bucură în frumoasa sa casă din Bougival. Félicia, este o bogată leneșă care își petrece timpul între două divorțuri, sau între două căsătorii, care merge în continuu la „petreceri” sofisticate și este curtată constant de mai mulți pretendenți. Pe scurt, Félicia și Gaspard sunt cei doi oameni din lume care sunt cel mai puțin potriviți să se cunoască, dar într-o zi, vechiul 2CV al lui Gaspard se „proptește” în Rollsul Féliciei...

## Distribuție
- Brigitte Bardot – Félicia
- Jean-Pierre Cassel – Gaspard
- Daniel Ceccaldi – Ivan, unul dintre foștii soți ai Feliciei
- Georges Claisse – Stéphane
- Xavier Gélin – Reginald
- Sabine Haudepin – Julie, nepoata lui Gaspard
- Valérie Stroh – Charlotte, nepoata lui Gaspard
- Patricia Darmon – Mariette
- Olivier Stroh – Arthur, fiul lui Gaspard
- Patrick Gilles – Titus
- Julien Verdier – Tabard
- Claude Beauthéac – Millot
- Jean Lescot – Monsieur Bernard, un violoncelist de la ORTF
- Claude Jetter – fata Hippie
- Evelyne Datiche –
- Jean-Claude Ballard –

## Coloana sonoră
Coloana sonoră originală a filmului constă în principal din fragmente din deschiderile diferitelor lucrări ale lui Gioachino Rossini: Bărbierul din Sevilla, Il signor Bruschino, La Cenerentola, Coțofana hoață, Scara de mătase, Italianca în Alger, Semiramide.
- Never At All compusă de Eddie Vartan, cântată de Micky Jones și Tommy Brown
- Then You Got Everything compusă de Eddie Vartan, cântată de Micky Jones și Tommy Brown
- Il Signor Bruschino - Ouverture (extras din), compusă de Gioachino Rossini
- Semiramida (extras din), compusă de Gioachino Rossini